# 拉沙佩勒拜韦勒
拉沙佩勒拜韦勒（法語：La Chapelle-Bayvel，法語發音：[la ʃapɛl bɛvɛl]）是法国厄尔省的一个市镇，位于该省西北部，属于贝尔奈区。

## 地理
拉沙佩勒拜韦勒（49°16'19"N, 0°24'10"E）面积4.84 平方千米，位于法国诺曼底大区厄尔省，该省份为法国北部内陆省份，北起滨海塞纳省，西接奧恩省和卡爾瓦多斯省，南至厄尔-卢瓦省，东临瓦兹省、瓦兹河谷省和伊夫林省。
与拉沙佩勒拜韦勒接壤的市镇（或旧市镇、城区）包括：勒布瓦埃兰、科尔梅耶、埃派涅、马尔坦维尔。

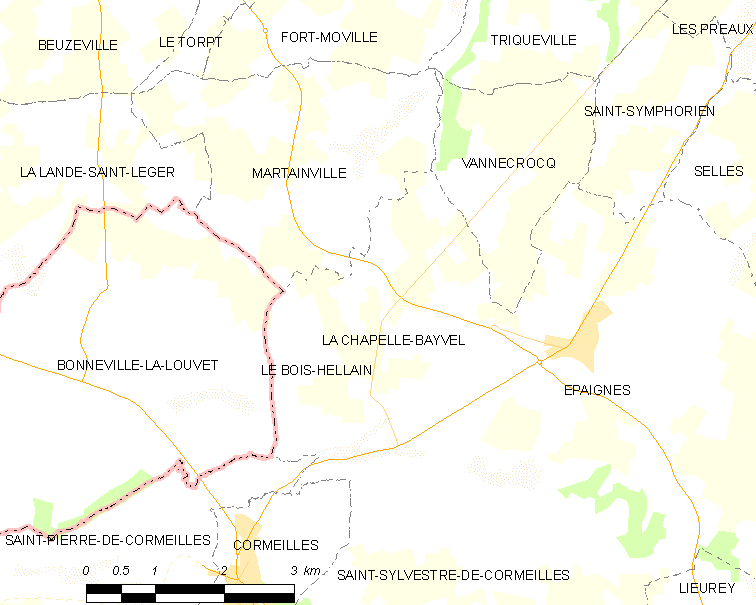
拉沙佩勒拜韦勒的OSM定位图

拉沙佩勒拜韦勒的时区为UTC+01:00、UTC+02:00（夏令时）。

## 行政
拉沙佩勒拜韦勒的邮政编码为27260，INSEE市镇编码为27146。

## 政治
拉沙佩勒拜韦勒所属的省级选区为伯兹维尔县。

## 人口

1962-2008年间拉沙佩勒拜韦勒人口变化图示

拉沙佩勒拜韦勒于2022年1月1日时的人口数量为383人。